# Classe Mirka
La classe Mirka (progetto 35 secondo la designazione russa) è una classe di fregate anti-sottomarino della marina militare sovietica,  costruite tra il 1964 e il 1965 nei cantieri navali Jantar' di Kaliningrad; la classe si suddivide in due sottoclassi di 9 unità ciascuna, la classe Mirka I e le migliorate classe Mirka II. Tali unità sono un miglioramento delle classe Petja, con alcune importanti migliorie ma nell'insieme ancora assai simili.
Utilizzate per missioni ASW e scorta, con cannoni da 76 mm, lanciarazzi ASW RBU6000 e siluri da 406 mm, similmente alle precedenti, queste navi erano anch'esse con propulsione CODAG, che grazie ad una maggiore potenza che consente l'aumento della velocità da 33 nodi ad almeno 35, per inseguire con più facilità le navi occidentali.
Entrambi i tipi di nave erano in servizio con le flotte del Mar Baltico e del Mar Nero, ma non con quella dell'Oceano Pacifico. Il loro unico compito era quello di intercettare i sommergibili nucleari che tentavano di infiltrarsi in quei mari. A quasi tutte le navi fu sostituita la rampa interna per le bombe di profondità con un sonar per migliorare le loro capacità antisommergibile, cosa molto utile soprattutto nel Mar Baltico, dove le condizioni oceanografiche rendono la lotta ai sottomarini un compito molto difficile.
Ormai vecchie e con più di 30 anni di servizio sulle spalle, le navi classe Mirka sono state via via ritirate dal servizio. Nel 1990 erano ancora in servizio 5 unità, che sono state però radiate e demolite nel 1992.